# Ту-155
Ту-155 — летающая лаборатория на базе самолёта Ту-154 для лётных исследований двигателей с использованием криогенного топлива.

## История проекта
Проект ММЗ «Опыт» разрабатывался с 1980 года. Для обслуживания самолёта был разработан авиационный криогенный комплекс, позволяющий проводить различные виды испытаний с использованием больших количеств криогенной жидкости. Первый полёт выполнил 15 апреля 1988 года экипаж лётчика-испытателя В. А. Севанькаева. 
Первый испытательный полёт на сжиженном газе был совершён 18 января 1989 года. 
Всего было выполнено более ста полётов, из них пять на жидком водороде, установлено 14 мировых рекордов.
На само́м Ту-155 использовался один двигатель НК-88, работающий на водороде (правый), и два ТРДД НК-8-2. Топливный бак с экранированной теплоизоляцией, вмещающий 17,5 м³ сжиженного газа вместе с системой подачи топлива и системой поддержания давления, был размещён в хвостовой части фюзеляжа, в постоянно продуваемом воздухом (либо азотом) отсеке (из-за конструктивных сложностей размещения в крыле). Бак, трубопроводы и агрегаты топливного комплекса имели экранно-вакуумную изоляцию, обеспечивающую заданные теплопритоки.
Первоначально в качестве топлива использовался сжиженный водород (температура до −253 °C). В 1989 году самолёт переоборудовали на сжиженный природный газ (температура −162 °C).
Дополнительно установлены системы: гелиевая (для управления силовой установкой), азотная (замещает обычную атмосферу в отсеках самолёта и предупреждает об утечке криогенного топлива), контроля вакуума в теплоизоляционных полостях.
Бортовой номер самолёта СССР-85035. Главный конструктор Ту-155 — Владимир Александрович Андреев. Отличительная внешняя черта данного самолёта — выступы дренажной системы на хвостовом оперении.

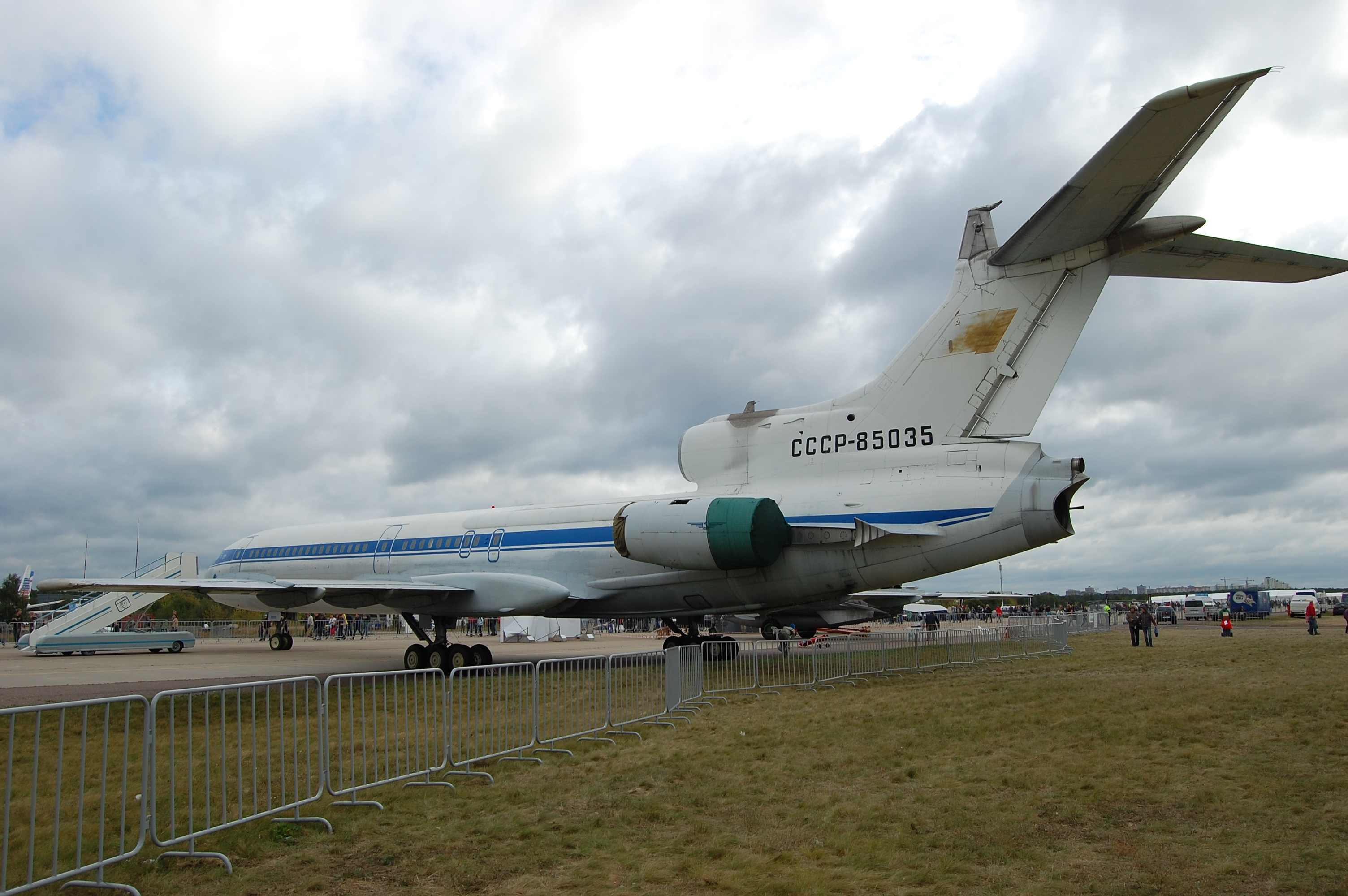
Ту-155 на МАКС-2015

На самолёте был установлен экспериментальный турбореактивный двухконтурный двигатель НК-88, созданный в Самаре в двигателестроительном конструкторском бюро под руководством академика Николая Дмитриевича Кузнецова на базе серийного двигателя для Ту-154 НК-8-2. Он устанавливался вместо правого штатного двигателя и использовал для работы водород или природный газ. Два других двигателя были родными и работали на керосине. Сейчас они сняты. А вот НК-88 остался на месте
Данный двигатель мог использовать и природный газ, переработанный вариант двигателя (НК-89) был применён в проекте Ту-156. По некоторым данным, эти двигатели отрабатывались для двухместного опытного воздушно-космического самолёта Ту-2000 (обозначение использовалось повторно). Программа прекращена.

## Модификации
Планировалось в дальнейшем использовать наработки в проектах:
| Название модели | Краткие характеристики, отличия.                                                              |
| --------------- | --------------------------------------------------------------------------------------------- |
| Ту-136          | Вариант Ту-134 с «криогенными» двигателями.                                                   |
| Ту-156          | Вариант с двигателем НК-89, полезная нагрузка 14 тонн, первый полёт планировался на 1997 год. |
| Ту-206          | Вариант Ту-204 на 210 пассажиров с «криогенными» двигателями.                                 |

## ЛТХ
Источник данных: 

Технические характеристики
- Экипаж: 4 чел.
- Длина: 47,90 м
- Размах крыла: 37,55 м
- Высота: 11,40 м
- Площадь крыла: 202,00 м²
- Масса пустого: 52000 кг
- Максимальная взлётная масса: 98000 кг
- Силовая установка:  ×  2 ТРДД НК-8-2 + 1 НК-88
- Тяга:  × 10500 кгс

Лётные характеристики
- Максимальная скорость: 950 км/ч
- Крейсерская скорость: 850 км/ч
- Продолжительность полёта на криогенном топливе: 2 ч.
- Практическая дальность: 2800 км
- Практический потолок: 11900 м